# Каубој Вош
Каубој Вош (енгл. Cowboy Wash) је група од 9 археолошких налазишта која су користили још стари Анасази у области Монтезума у америчкој савезној држави Колорадо. Локалитет је откривен 1993. године. Посмртни остаци дванаест људи пронађени су у једној јами на овој локацији. Ти остаци датирају из 12. века.

## Почетно ископавање
Посмртни остаци човека названи 5МТ10010, датира између 1150. и 1175. године. Пронађен је на јужним падинама планине Уте близу места Товаос. Неки археолози верују да су то остаци имигранта који је дошао из Чако кањона. Седам пронађених скелета показује знаке канибализма. То доказују посекотине на људским костима које су настале скидањем меса са костију, исецкане кости, и исполиране кости. Неке кости су пронађене црне, што доказује да су оне печене. Близу костију је пронађен и алат који је служио за убијање животиња. Локалитет је брзо напуштен због непознатог разлога. Многи верују да су људи који су овде живели, отишли баш због канибала.